# ایوو فروسیو
ایوو فروسیو (انگلیسی: Ivo Frosio؛ زادهٔ ۲۷ آوریل ۱۹۳۰) بازیکن فوتبال اهل سوئیس است.
از باشگاه‌هایی که در آن بازی کرده‌است می‌توان به باشگاه فوتبال زوریخ، باشگاه فوتبال گراس‌هاپر زوریخ و باشگاه فوتبال لوگانو اشاره کرد.
وی همچنین در تیم ملی فوتبال سوئیس بازی کرده‌است.